# Gonneville-sur-Honfleur
Gonneville-sur-Honfleur és un municipi francès situat al departament de Calvados i a la regió de Normandia. L'any 2007 tenia 770 habitants.

## Demografia

### Població
El 2007 la població de fet de Gonneville-sur-Honfleur era de 770 persones. Hi havia 298 famílies de les quals 56 eren unipersonals (36 homes vivint sols i 20 dones vivint soles), 101 parelles sense fills, 105 parelles amb fills i 36 famílies monoparentals amb fills.
La població ha evolucionat segons el següent gràfic:
Habitants censats

### Habitatges
El 2007 hi havia 416 habitatges, 305 eren l'habitatge principal de la família, 100 eren segones residències i 11 estaven desocupats. 388 eren cases i 25 eren apartaments. Dels 305 habitatges principals, 265 estaven ocupats pels seus propietaris, 27 estaven llogats i ocupats pels llogaters i 12 estaven cedits a títol gratuït; 1 tenia una cambra, 8 en tenien dues, 29 en tenien tres, 85 en tenien quatre i 181 en tenien cinc o més. 274 habitatges disposaven pel capbaix d'una plaça de pàrquing. A 108 habitatges hi havia un automòbil i a 185 n'hi havia dos o més.

### Piràmide de població
La piràmide de població per edats i sexe el 2009 era:
| Homes | Edats   | Dones |
| ----- | ------- | ----- |
| 0     | 95 o +  | 0     |
| 0     | 90 a 94 | 0     |
| 0     | 85 a 89 | 0     |
| 4     | 80 a 84 | 4     |
| 4     | 75 a 79 | 12    |
| 8     | 70 a 74 | 0     |
| 16    | 65 a 69 | 20    |
| 20    | 60 a 64 | 24    |
| 36    | 55 a 59 | 36    |
| 24    | 50 a 54 | 28    |
| 44    | 45 a 49 | 44    |
| 24    | 40 a 44 | 28    |
| 20    | 35 a 39 | 20    |
| 32    | 30 a 34 | 24    |
| 20    | 25 a 29 | 24    |
| 28    | 20 a 24 | 12    |
| 33    | 15 a 19 | 28    |
| 28    | 10 a 14 | 12    |
| 8     | 5 a 9   | 12    |
| 8     | 0 a 4   | 20    |

## Economia
El 2007 la població en edat de treballar era de 532 persones, 392 eren actives i 140 eren inactives. De les 392 persones actives 357 estaven ocupades (202 homes i 155 dones) i 35 estaven aturades (14 homes i 21 dones). De les 140 persones inactives 58 estaven jubilades, 37 estaven estudiant i 45 estaven classificades com a «altres inactius».

### Ingressos
El 2009 a Gonneville-sur-Honfleur hi havia 310 unitats fiscals que integraven 821,5 persones, la mediana anual d'ingressos fiscals per persona era de 20.486 €.

### Activitats econòmiques
Dels 30 establiments que hi havia el 2007, 1 era d'una empresa extractiva, 2 d'empreses alimentàries, 1 d'una empresa de fabricació d'altres productes industrials, 9 d'empreses de construcció, 4 d'empreses de comerç i reparació d'automòbils, 1 d'una empresa de transport, 2 d'empreses d'hostatgeria i restauració, 1 d'una empresa d'informació i comunicació, 3 d'empreses immobiliàries, 4 d'empreses de serveis i 2 d'entitats de l'administració pública.
Dels 9 establiments de servei als particulars que hi havia el 2009, 2 eren paletes, 4 fusteries, 2 electricistes i 1 agència immobiliària.
L'únic establiment comercial que hi havia el 2009 era una botiga de material esportiu.
L'any 2000 a Gonneville-sur-Honfleur hi havia 16 explotacions agrícoles que ocupaven un total de 585 hectàrees.

## Equipaments sanitaris i escolars
El 2009 hi havia una escola elemental.

## Poblacions més properes
El següent diagrama mostra les poblacions més properes.